# 대한민국 제11대 국회의원 목록
다음은 대한민국 제11대 국회를 구성하는 대한민국 제11대 국회의원들의 명단이다.
제11대 국회에서 국회의원 정수는 지역구 의원 184명, 전국구 의원 92명으로 총 276명이다. 이는 지난 10대 국회 당시와 비교했을 때 45명이 증원된 것이다. 제11대 국회의원 전원은 1981년 3월 25일에 치러진 대한민국 제11대 국회의원 선거를 통해 선출되었다. 제11대 국회의원의 임기는 4년으로 1981년 4월 11일에 임기를 시작해 1985년 4월 10일에 임기를 마쳤다.
비고란에는 각 의원들의 정당 변경사를 표기했으나 정당명의 변경은 표기하지 않았다. 원내 정당의 정당명 변경은 다음과 같다.
| 날짜             | 변경 전 정당명 | 변경 전 정당명 | 변경 후 정당명 | 변경 후 정당명 | 비고 |
| ---------------- | -------------- | -------------- | -------------- | -------------- | ---- |
| 1981년 12월 19일 |                | 민주농민당     |                | 근로농민당     |      |
| 1982년 2월 12일  |                | 안민당         |                | 자유민족당     |      |

## 지역구(184석)

### 서울특별시(28석)
| 선거구          | 이름   | 당선시 정당 | 당선시 정당 | 종료시 정당 | 종료시 정당 | 관할구역                  | 선수 | 비고                       |
| --------------- | ------ | ----------- | ----------- | ----------- | ----------- | ------------------------- | ---- | -------------------------- |
| 종로구·중구     | 이종찬 |             | 민주정의당  |             | 민주정의당  | 종로구 일원 중구 일원     | 초선 |                            |
| 종로구·중구     | 김판술 |             | 민주한국당  |             | 민주한국당  | 종로구 일원 중구 일원     | 3선  |                            |
| 마포구·용산구   | 봉두완 |             | 민주정의당  |             | 민주정의당  | 마포구 일원 용산구 일원   | 초선 |                            |
| 마포구·용산구   | 김재영 |             | 민주한국당  |             | 민주한국당  | 마포구 일원 용산구 일원   | 초선 |                            |
| 성동구          | 이세기 |             | 민주정의당  |             | 민주정의당  | 성동구 일원               | 초선 |                            |
| 성동구          | 조덕현 |             | 한국국민당  |             | 한국국민당  | 성동구 일원               | 초선 |                            |
| 동대문구        | 권영우 |             | 민주정의당  |             | 민주정의당  | 동대문구 일원             | 초선 |                            |
| 동대문구        | 심헌섭 |             | 민주한국당  |             | 민주한국당  | 동대문구 일원             | 초선 |                            |
| 성북구          | 김정례 |             | 민주정의당  |             | 민주정의당  | 성북구 일원               | 초선 |                            |
| 성북구          | 조순형 |             | 무소속      |             | 신한민주당  | 성북구 일원               | 초선 | 1985.1.18. 신한민주당 창당 |
| 도봉구          | 홍성우 |             | 민주정의당  |             | 민주정의당  | 도봉구 일원               | 재선 |                            |
| 도봉구          | 김태수 |             | 민주한국당  |             | 민주한국당  | 도봉구 일원               | 초선 |                            |
| 서대문구·은평구 | 손세일 |             | 민주한국당  |             | 민주한국당  | 서대문구 일원 은평구 일원 | 초선 |                            |
| 서대문구·은평구 | 윤길중 |             | 민주정의당  |             | 민주정의당  | 서대문구 일원 은평구 일원 | 4선  |                            |
| 강서구          | 남재희 |             | 민주정의당  |             | 민주정의당  | 강서구 일원               | 재선 |                            |
| 강서구          | 고병현 |             | 민주한국당  |             | 민주한국당  | 강서구 일원               | 초선 |                            |
| 구로구          | 최명헌 |             | 민주정의당  |             | 민주정의당  | 구로구 일원               | 초선 |                            |
| 구로구          | 김병오 |             | 민주한국당  |             | 민주한국당  | 구로구 일원               | 초선 |                            |
| 영등포구        | 이찬혁 |             | 민주정의당  |             | 민주정의당  | 영등포구 일원             | 초선 |                            |
| 영등포구        | 이원범 |             | 민주한국당  |             | 민주한국당  | 영등포구 일원             | 초선 |                            |
| 동작구          | 서청원 |             | 민주한국당  |             | 민주한국당  | 동작구 일원               | 초선 |                            |
| 동작구          | 조종호 |             | 민주정의당  |             | 민주정의당  | 동작구 일원               | 3선  |                            |
| 관악구          | 임철순 |             | 민주정의당  |             | 민주정의당  | 관악구 일원               | 초선 |                            |
| 관악구          | 한광옥 |             | 민주한국당  |             | 민주한국당  | 관악구 일원               | 초선 |                            |
| 강남구          | 이태섭 |             | 민주정의당  |             | 민주정의당  | 강남구 일원               | 재선 |                            |
| 강남구          | 고정훈 |             | 민주사회당  |             | 신정사회당  | 강남구 일원               | 초선 | 1982.3.25. 신정사회당 합당 |
| 강동구          | 정남   |             | 민주정의당  |             | 민주정의당  | 강동구 일원               | 초선 |                            |
| 강동구          | 정진길 |             | 민주한국당  |             | 민주한국당  | 강동구 일원               | 초선 |                            |

### 부산시(12석)
| 선거구           | 이름   | 당선시 정당 | 당선시 정당 | 종료시 정당 | 종료시 정당 | 관할구역                        | 선수 | 비고                                                   |
| ---------------- | ------ | ----------- | ----------- | ----------- | ----------- | ------------------------------- | ---- | ------------------------------------------------------ |
| 중구·동구·영도구 | 왕상은 |             | 민주정의당  |             | 민주정의당  | 중구 일원 동구 일원 영도구 일원 | 초선 |                                                        |
| 중구·동구·영도구 | 안건일 |             | 민주한국당  |             | 민주한국당  | 중구 일원 동구 일원 영도구 일원 | 초선 |                                                        |
| 서구             | 서석재 |             | 민주한국당  |             | 신한민주당  | 서구 일원                       | 초선 | 1984.12.19. 민주한국당 탈당 1985.1.18. 신한민주당 창당 |
| 서구             | 곽정출 |             | 민주정의당  |             | 민주정의당  | 서구 일원                       | 초선 |                                                        |
| 부산진구         | 구용현 |             | 민주정의당  |             | 민주정의당  | 부산진구 일원                   | 초선 |                                                        |
| 부산진구         | 김정수 |             | 민권당      |             | 신한민주당  | 부산진구 일원                   | 초선 | 1983.3.19. 민권당 탈당 1985.1.18. 신한민주당 창당      |
| 동래구           | 김진재 |             | 민주정의당  |             | 민주정의당  | 동래구 일원                     | 초선 |                                                        |
| 동래구           | 박관용 |             | 민주한국당  |             | 신한민주당  | 동래구 일원                     | 초선 | 1984.12.19. 민주한국당 탈당 1985.1.18. 신한민주당 창당 |
| 남구·해운대구    | 이흥수 |             | 민주정의당  |             | 민주정의당  | 남구 일원 해운대구 일원         | 초선 |                                                        |
| 남구·해운대구    | 김승목 |             | 민주한국당  |             | 민주한국당  | 남구 일원 해운대구 일원         | 3선  |                                                        |
| 북구             | 장성만 |             | 민주정의당  |             | 민주정의당  | 북구 일원                       | 초선 |                                                        |
| 북구             | 신상우 |             | 민주한국당  |             | 민주한국당  | 북구 일원                       | 4선  |                                                        |

### 경기도(24석)
| 선거구               | 이름   | 당선시 정당 | 당선시 정당 | 종료시 정당 | 종료시 정당 | 관할구역                            | 선수 | 비고                                            |
| -------------------- | ------ | ----------- | ----------- | ----------- | ----------- | ----------------------------------- | ---- | ----------------------------------------------- |
| 인천시 중구·남구     | 맹은재 |             | 민주정의당  |             | 민주정의당  | 인천시 중구 일원 인천시 남구 일원   | 초선 | 1984.12.6. 사망                                 |
| 인천시 중구·남구     | 김은하 |             | 민주한국당  |             | 민주한국당  | 인천시 중구 일원 인천시 남구 일원   | 6선  |                                                 |
| 인천시 동구·북구     | 김숙현 |             | 민주정의당  |             | 민주정의당  | 인천시 동구 일원 인천시 북구 일원   | 재선 |                                                 |
| 인천시 동구·북구     | 정정훈 |             | 민주한국당  |             | 민주한국당  | 인천시 동구 일원 인천시 북구 일원   | 초선 |                                                 |
| 수원시·화성군        | 이병직 |             | 민주정의당  |             | 민주정의당  | 수원시 일원 화성군 일원             | 초선 |                                                 |
| 수원시·화성군        | 유용근 |             | 민주한국당  |             | 민주한국당  | 수원시 일원 화성군 일원             | 재선 |                                                 |
| 성남시·광주군        | 오세응 |             | 민주정의당  |             | 민주정의당  | 성남시 일원 광주군 일원             | 4선  |                                                 |
| 성남시·광주군        | 이대엽 |             | 신정당      |             | 한국국민당  | 성남시 일원 광주군 일원             | 초선 | 1982.4.7. 신정당 탈당 1984.5.1. 한국국민당 입당 |
| 의정부시·양주군      | 홍우준 |             | 민주정의당  |             | 민주정의당  | 의정부시 일원 양주군 일원           | 초선 |                                                 |
| 의정부시·양주군      | 김문원 |             | 민주한국당  |             | 민주한국당  | 의정부시 일원 양주군 일원           | 초선 |                                                 |
| 안양시·시흥군·옹진군 | 윤국노 |             | 민주정의당  |             | 민주정의당  | 안양시 일원 시흥군 일원 옹진군 일원 | 재선 |                                                 |
| 안양시·시흥군·옹진군 | 이석용 |             | 민주한국당  |             | 민주한국당  | 안양시 일원 시흥군 일원 옹진군 일원 | 초선 |                                                 |
| 부천시·김포군·강화군 | 신능순 |             | 민주정의당  |             | 민주정의당  | 부천시 일원 김포군 일원 강화군 일원 | 초선 |                                                 |
| 부천시·김포군·강화군 | 오홍석 |             | 민주한국당  |             | 민주한국당  | 부천시 일원 김포군 일원 강화군 일원 | 3선  |                                                 |
| 남양주군·양평군      | 김영선 |             | 민주정의당  |             | 민주정의당  | 남양주군 일원 양평군 일원           | 초선 |                                                 |
| 남양주군·양평군      | 조병봉 |             | 한국국민당  |             | 한국국민당  | 남양주군 일원 양평군 일원           | 초선 |                                                 |
| 여주군·이천군·용인군 | 정동성 |             | 민주정의당  |             | 민주정의당  | 여주군 일원 이천군 일원 용인군 일원 | 재선 |                                                 |
| 여주군·이천군·용인군 | 조종익 |             | 민주한국당  |             | 민주한국당  | 여주군 일원 이천군 일원 용인군 일원 | 초선 |                                                 |
| 평택군·안성군        | 이자헌 |             | 민주정의당  |             | 민주정의당  | 평택군 일원 안성군 일원             | 재선 |                                                 |
| 평택군·안성군        | 유치송 |             | 민주한국당  |             | 민주한국당  | 평택군 일원 안성군 일원             | 4선  |                                                 |
| 파주군·고양군        | 이용호 |             | 민주정의당  |             | 민주정의당  | 파주군 일원 고양군 일원             | 초선 |                                                 |
| 파주군·고양군        | 이영준 |             | 민주한국당  |             | 민주한국당  | 파주군 일원 고양군 일원             | 초선 |                                                 |
| 연천군·포천군·가평군 | 이한동 |             | 민주정의당  |             | 민주정의당  | 연천군 일원 포천군 일원 가평군 일원 | 초선 |                                                 |
| 연천군·포천군·가평군 | 홍성표 |             | 민주한국당  |             | 민주한국당  | 연천군 일원 포천군 일원 가평군 일원 | 초선 |                                                 |

### 강원도(12석)
| 선거구                      | 이름   | 당선시 정당 | 당선시 정당 | 종료시 정당 | 종료시 정당 | 관할구역                                        | 선수 | 비고 |
| --------------------------- | ------ | ----------- | ----------- | ----------- | ----------- | ----------------------------------------------- | ---- | ---- |
| 춘천시·춘성군·철원군·화천군 | 홍종욱 |             | 민주정의당  |             | 민주정의당  | 춘천시 일원 춘성군 일원 철원군 일원 화천군 일원 | 초선 |      |
| 춘천시·춘성군·철원군·화천군 | 신철균 |             | 한국국민당  |             | 한국국민당  | 춘천시 일원 춘성군 일원 철원군 일원 화천군 일원 | 재선 |      |
| 원주시·원성군·홍천군·횡성군 | 김용대 |             | 민주정의당  |             | 민주정의당  | 원주시 일원 원성군 일원 홍천군 일원 횡성군 일원 | 초선 |      |
| 원주시·원성군·홍천군·횡성군 | 김병렬 |             | 민주한국당  |             | 민주한국당  | 원주시 일원 원성군 일원 홍천군 일원 횡성군 일원 | 초선 |      |
| 동해시·삼척군               | 김정남 |             | 민주정의당  |             | 민주정의당  | 동해시 일원 삼척군 일원                         | 초선 |      |
| 동해시·삼척군               | 이관형 |             | 민주한국당  |             | 민주한국당  | 동해시 일원 삼척군 일원                         | 초선 |      |
| 강릉시·명주군·양양군        | 이범준 |             | 민주정의당  |             | 민주정의당  | 강릉시 일원 명주군 일원 양양군 일원             | 초선 |      |
| 강릉시·명주군·양양군        | 이봉모 |             | 한국국민당  |             | 한국국민당  | 강릉시 일원 명주군 일원 양양군 일원             | 초선 |      |
| 속초시·양구군·인제군·고성군 | 정재철 |             | 민주정의당  |             | 민주정의당  | 속초시 일원 양구군 일원 인제군 일원 고성군 일원 | 초선 |      |
| 속초시·양구군·인제군·고성군 | 허경구 |             | 민주한국당  |             | 민주한국당  | 속초시 일원 양구군 일원 인제군 일원 고성군 일원 | 초선 |      |
| 영월군·평창군·정선군        | 심명보 |             | 민주정의당  |             | 민주정의당  | 영월군 일원 평창군 일원 정선군 일원             | 초선 |      |
| 영월군·평창군·정선군        | 고영구 |             | 민주한국당  |             | 민주한국당  | 영월군 일원 평창군 일원 정선군 일원             | 초선 |      |

### 충청북도(8석)
| 선거구                             | 이름   | 당선시 정당 | 당선시 정당 | 종료시 정당 | 종료시 정당 | 관할구역                                                    | 선수 | 비고                    |
| ---------------------------------- | ------ | ----------- | ----------- | ----------- | ----------- | ----------------------------------------------------------- | ---- | ----------------------- |
| 청주시·청원군                      | 정종택 |             | 민주정의당  |             | 민주정의당  | 청주시 일원 청원군 일원                                     | 초선 |                         |
| 청주시·청원군                      | 윤석민 |             | 한국국민당  |             | 한국국민당  | 청주시 일원 청원군 일원                                     | 초선 | 1984.12.29. 의원직 사퇴 |
| 충주시·제천시·중원군·제원군·단양군 | 이해원 |             | 민주정의당  |             | 민주정의당  | 충주시 일원 제천시 일원 중원군 일원 제원군 일원 단양군 일원 | 4선  |                         |
| 충주시·제천시·중원군·제원군·단양군 | 김영준 |             | 민주한국당  |             | 민주한국당  | 충주시 일원 제천시 일원 중원군 일원 제원군 일원 단양군 일원 | 초선 |                         |
| 보은군·옥천군·영동군               | 박유재 |             | 민주정의당  |             | 민주정의당  | 보은군 일원 옥천군 일원 영동군 일원                         | 초선 |                         |
| 보은군·옥천군·영동군               | 이동진 |             | 한국국민당  |             | 한국국민당  | 보은군 일원 옥천군 일원 영동군 일원                         | 재선 |                         |
| 진천군·괴산군·음성군               | 안갑준 |             | 민주정의당  |             | 민주정의당  | 진천군 일원 괴산군 일원 음성군 일원                         | 재선 |                         |
| 진천군·괴산군·음성군               | 김완태 |             | 한국국민당  |             | 한국국민당  | 진천군 일원 괴산군 일원 음성군 일원                         | 초선 |                         |

### 충청남도(16석)
| 선거구               | 이름   | 당선시 정당 | 당선시 정당 | 종료시 정당 | 종료시 정당 | 관할구역                            | 선수 | 비고                                                                     |
| -------------------- | ------ | ----------- | ----------- | ----------- | ----------- | ----------------------------------- | ---- | ------------------------------------------------------------------------ |
| 대전시 동구          | 남재두 |             | 민주정의당  |             | 민주정의당  | 대전시 동구 일원                    | 초선 |                                                                          |
| 대전시 동구          | 박완규 |             | 민주한국당  |             | 민주한국당  | 대전시 동구 일원                    | 초선 |                                                                          |
| 대전시 중구          | 이재환 |             | 민주정의당  |             | 민주정의당  | 대전시 중구 일원                    | 초선 |                                                                          |
| 대전시 중구          | 류인범 |             | 민주한국당  |             | 민주한국당  | 대전시 중구 일원                    | 초선 |                                                                          |
| 천안시·천원군·아산군 | 정선호 |             | 민주정의당  |             | 민주정의당  | 천안시 일원 천원군 일원 아산군 일원 | 초선 |                                                                          |
| 천안시·천원군·아산군 | 황명수 |             | 무소속      |             | 신한민주당  | 천안시 일원 천원군 일원 아산군 일원 | 재선 | 1982.12.6. 민권당 입당 1983.3.19. 민권당 탈당 1985.1.18. 신한민주당 창당 |
| 금산군·대덕군·연기군 | 천영성 |             | 민주정의당  |             | 민주정의당  | 금산군 일원 대덕군 일원 연기군 일원 | 초선 |                                                                          |
| 금산군·대덕군·연기군 | 유한열 |             | 민주한국당  |             | 민주한국당  | 금산군 일원 대덕군 일원 연기군 일원 | 재선 |                                                                          |
| 논산군·공주군        | 정석모 |             | 민주정의당  |             | 민주정의당  | 논산군 일원 공주군 일원             | 재선 |                                                                          |
| 논산군·공주군        | 임덕규 |             | 한국국민당  |             | 한국국민당  | 논산군 일원 공주군 일원             | 초선 |                                                                          |
| 부여군·서천군·보령군 | 이상익 |             | 민주정의당  |             | 민주정의당  | 부여군 일원 서천군 일원 보령군 일원 | 3선  |                                                                          |
| 부여군·서천군·보령군 | 조중연 |             | 민주한국당  |             | 민주한국당  | 부여군 일원 서천군 일원 보령군 일원 | 재선 |                                                                          |
| 청양군·홍성군·예산군 | 이종성 |             | 한국국민당  |             | 한국국민당  | 청양군 일원 홍성군 일원 예산군 일원 | 초선 |                                                                          |
| 청양군·홍성군·예산군 | 최창규 |             | 민주정의당  |             | 민주정의당  | 청양군 일원 홍성군 일원 예산군 일원 | 초선 |                                                                          |
| 서산군·당진군        | 김현욱 |             | 민주정의당  |             | 민주정의당  | 서산군 일원 당진군 일원             | 초선 |                                                                          |
| 서산군·당진군        | 한영수 |             | 민주한국당  |             | 민주한국당  | 서산군 일원 당진군 일원             | 3선  | 1982.7.30. 의원직 사퇴                                                   |

### 전라북도(14석)
| 선거구               | 이름   | 당선시 정당 | 당선시 정당 | 종료시 정당 | 종료시 정당 | 관할구역                            | 선수 | 비고                       |
| -------------------- | ------ | ----------- | ----------- | ----------- | ----------- | ----------------------------------- | ---- | -------------------------- |
| 전주시·완주군        | 임방현 |             | 민주정의당  |             | 민주정의당  | 전주시 일원 완주군 일원             | 초선 |                            |
| 전주시·완주군        | 김태식 |             | 민주한국당  |             | 민주한국당  | 전주시 일원 완주군 일원             | 초선 |                            |
| 군산시·옥구군        | 고판남 |             | 민주정의당  |             | 민주정의당  | 군산시 일원 옥구군 일원             | 초선 |                            |
| 군산시·옥구군        | 김길준 |             | 무소속      |             | 신한민주당  | 군산시 일원 옥구군 일원             | 초선 | 1985.1.18. 신한민주당 창당 |
| 이리시·익산군        | 문병량 |             | 민주정의당  |             | 민주정의당  | 이리시 일원 익산군 일원             | 초선 |                            |
| 이리시·익산군        | 박병일 |             | 민주한국당  |             | 민주한국당  | 이리시 일원 익산군 일원             | 초선 |                            |
| 진안군·무주군·장수군 | 황인성 |             | 민주정의당  |             | 민주정의당  | 진안군 일원 무주군 일원 장수군 일원 | 초선 |                            |
| 진안군·무주군·장수군 | 오상현 |             | 민주한국당  |             | 민주한국당  | 진안군 일원 무주군 일원 장수군 일원 | 초선 |                            |
| 임실군·남원군·순창군 | 양창식 |             | 민주정의당  |             | 민주정의당  | 임실군 일원 남원군 일원 순창군 일원 | 초선 |                            |
| 임실군·남원군·순창군 | 이형배 |             | 민주한국당  |             | 민주한국당  | 임실군 일원 남원군 일원 순창군 일원 | 초선 |                            |
| 정읍군·고창군        | 진의종 |             | 민주정의당  |             | 민주정의당  | 정읍군 일원 고창군 일원             | 3선  |                            |
| 정읍군·고창군        | 김원기 |             | 민주한국당  |             | 민주한국당  | 정읍군 일원 고창군 일원             | 재선 |                            |
| 부안군·김제군        | 조상래 |             | 민주정의당  |             | 민주정의당  | 부안군 일원 김제군 일원             | 초선 |                            |
| 부안군·김제군        | 김진배 |             | 민주한국당  |             | 민주한국당  | 부안군 일원 김제군 일원             | 초선 |                            |

### 전라남도(22석)
| 선거구                      | 이름   | 당선시 정당 | 당선시 정당 | 종료시 정당 | 종료시 정당 | 관할구역                                        | 선수 | 비고                                                   |
| --------------------------- | ------ | ----------- | ----------- | ----------- | ----------- | ----------------------------------------------- | ---- | ------------------------------------------------------ |
| 광주시 동구·북구            | 심상우 |             | 민주정의당  |             | 민주정의당  | 광주시 동구 일원 광주시 북구 일원               | 초선 | 1983.10.9. 사망                                        |
| 광주시 동구·북구            | 임재정 |             | 민주한국당  |             | 무소속      | 광주시 동구 일원 광주시 북구 일원               | 초선 | 1985.1.4. 민주한국당 탈당                              |
| 광주시 서구                 | 지정도 |             | 민주한국당  |             | 민주한국당  | 광주시 서구 일원                                | 초선 |                                                        |
| 광주시 서구                 | 박윤종 |             | 민주정의당  |             | 민주정의당  | 광주시 서구 일원                                | 초선 |                                                        |
| 목포시·무안군·신안군        | 최영철 |             | 민주정의당  |             | 민주정의당  | 목포시 일원 무안군 일원 신안군 일원             | 3선  |                                                        |
| 목포시·무안군·신안군        | 임종기 |             | 민주한국당  |             | 민주한국당  | 목포시 일원 무안군 일원 신안군 일원             | 3선  |                                                        |
| 여수시·여천군·광양군        | 신순범 |             | 안민당      |             | 신한민주당  | 여수시 일원 여천군 일원 광양군 일원             | 초선 | 1982.10.25. 자유민족당 탈당 1985.1.18. 신한민주당 창당 |
| 여수시·여천군·광양군        | 김재호 |             | 민주정의당  |             | 민주정의당  | 여수시 일원 여천군 일원 광양군 일원             | 초선 |                                                        |
| 순천시·구례군·승주군        | 허경만 |             | 민주한국당  |             | 신한민주당  | 순천시 일원 구례군 일원 승주군 일원             | 재선 | 1984.12.19. 민주한국당 탈당 1985.1.18. 신한민주당 창당 |
| 순천시·구례군·승주군        | 유경현 |             | 민주정의당  |             | 민주정의당  | 순천시 일원 구례군 일원 승주군 일원             | 재선 |                                                        |
| 나주군·광산군               | 나석호 |             | 민주정의당  |             | 민주정의당  | 나주군 일원 광산군 일원                         | 재선 |                                                        |
| 나주군·광산군               | 이재근 |             | 민주한국당  |             | 민주한국당  | 나주군 일원 광산군 일원                         | 초선 |                                                        |
| 담양군·곡성군·화순군        | 정래혁 |             | 민주정의당  |             | 민주정의당  | 담양군 일원 곡성군 일원 화순군 일원             | 3선  | 1984.6.29. 의원직 사퇴                                 |
| 담양군·곡성군·화순군        | 고재청 |             | 민주한국당  |             | 민주한국당  | 담양군 일원 곡성군 일원 화순군 일원             | 3선  |                                                        |
| 고흥군·보성군               | 이대순 |             | 민주정의당  |             | 민주정의당  | 고흥군 일원 보성군 일원                         | 초선 |                                                        |
| 고흥군·보성군               | 류준상 |             | 민주한국당  |             | 민주한국당  | 고흥군 일원 보성군 일원                         | 초선 |                                                        |
| 장흥군·강진군·영암군·완도군 | 김식   |             | 민주정의당  |             | 민주정의당  | 장흥군 일원 강진군 일원 영암군 일원 완도군 일원 | 초선 |                                                        |
| 장흥군·강진군·영암군·완도군 | 류재희 |             | 민주한국당  |             | 민주한국당  | 장흥군 일원 강진군 일원 영암군 일원 완도군 일원 | 초선 |                                                        |
| 해남군·진도군               | 이성일 |             | 한국국민당  |             | 한국국민당  | 해남군 일원                                     | 초선 |                                                        |
| 해남군·진도군               | 민병초 |             | 민주한국당  |             | 민주한국당  | 해남군 일원                                     | 초선 |                                                        |
| 영광군·함평군·장성군        | 조기상 |             | 민주정의당  |             | 민주정의당  | 영광군 일원 함평군 일원 장성군 일원             | 초선 |                                                        |
| 영광군·함평군·장성군        | 이원형 |             | 신정당      |             | 신정사회당  | 영광군 일원 함평군 일원 장성군 일원             | 초선 | 1982.3.25. 신정사회당 합당                             |

### 경상북도(26석)
| 선거구                      | 이름   | 당선시 정당 | 당선시 정당 | 종료시 정당 | 종료시 정당 | 관할구역                                        | 선수 | 비고 |
| --------------------------- | ------ | ----------- | ----------- | ----------- | ----------- | ----------------------------------------------- | ---- | --- |
| 대구시 중구·서구            | 이만섭 |             | 한국국민당  |             | 한국국민당  | 대구시 중구 일원 대구시 서구 일원               | 4선  | |
| 대구시 중구·서구            | 한병채 |             | 민주정의당  |             | 민주정의당  | 대구시 중구 일원 대구시 서구 일원               | 4선  | |
| 대구시 동구·북구            | 김용태 |             | 민주정의당  |             | 민주정의당  | 대구시 동구 일원 대구시 북구 일원               | 초선 | |
| 대구시 동구·북구            | 목요상 |             | 민주한국당  |             | 민주한국당  | 대구시 동구 일원 대구시 북구 일원               | 초선 | |
| 대구시 남구·수성구          | 이치호 |             | 민주정의당  |             | 민주정의당  | 대구시 남구 일원 대구시 수성구 일원             | 초선 | |
| 대구시 남구·수성구          | 신진수 |             | 민주한국당  |             | 민주한국당  | 대구시 남구 일원 대구시 수성구 일원             | 초선 | |
| 포항시·영일군·울릉군        | 이진우 |             | 민주정의당  |             | 민주정의당  | 포항시 일원 영일군 일원 울릉군 일원             | 초선 | |
| 포항시·영일군·울릉군        | 이성수 |             | 한국국민당  |             | 한국국민당  | 포항시 일원 영일군 일원 울릉군 일원             | 재선 | |
| 경주시·월성군·청도군        | 박권흠 |             | 민주정의당  |             | 민주정의당  | 경주시 일원 월성군 일원 청도군 일원             | 재선 | |
| 경주시·월성군·청도군        | 김순규 |             | 무소속      |             | 신한민주당  | 경주시 일원 월성군 일원 청도군 일원             | 초선 | 1985.1.18. 신한민주당 창당                                                                                   |
| 김천시·금릉군·상주군        | 박정수 |             | 무소속      |             | 무소속      | 김천시 일원 금릉군 일원 상주군 일원             | 재선 | |
| 김천시·금릉군·상주군        | 정휘동 |             | 민주정의당  |             | 민주정의당  | 김천시 일원 금릉군 일원 상주군 일원             | 재선 | |
| 안동시·안동군·의성군        | 권정달 |             | 민주정의당  |             | 민주정의당  | 안동시 일원 안동군 일원 의성군 일원             | 초선 | |
| 안동시·안동군·의성군        | 김영생 |             | 한국국민당  |             | 한국국민당  | 안동시 일원 안동군 일원 의성군 일원             | 초선 | |
| 구미시·군위군·선산군·칠곡군 | 박재홍 |             | 민주정의당  |             | 민주정의당  | 구미시 일원 군위군 일원 선산군 일원 칠곡군 일원 | 초선 | |
| 구미시·군위군·선산군·칠곡군 | 김현규 |             | 민주한국당  |             | 신한민주당  | 구미시 일원 군위군 일원 선산군 일원 칠곡군 일원 | 재선 | 1984.12.19. 민주한국당 탈당 1985.1.18. 신한민주당 창당 1985.1.23. 신한민주당 탈당 1985.2.18. 신한민주당 복당 |
| 영주시·영풍군·영양군·봉화군 | 오한구 |             | 민주정의당  |             | 민주정의당  | 영주시 일원 영풍군 일원 영양군 일원 봉화군 일원 | 초선 | |
| 영주시·영풍군·영양군·봉화군 | 홍사덕 |             | 민주한국당  |             | 신한민주당  | 영주시 일원 영풍군 일원 영양군 일원 봉화군 일원 | 초선 | 1984.12.19. 민주한국당 탈당 1985.1.18. 신한민주당 창당                                                       |
| 달성군·고령군·성주군        | 이용택 |             | 무소속      |             | 무소속      | 달성군 일원 고령군 일원 성주군 일원             | 초선 | |
| 달성군·고령군·성주군        | 김종기 |             | 민주정의당  |             | 민주정의당  | 달성군 일원 고령군 일원 성주군 일원             | 재선 | |
| 영덕군·청송군·울진군        | 김중권 |             | 민주정의당  |             | 민주정의당  | 영덕군 일원 청송군 일원 울진군 일원             | 초선 | |
| 영덕군·청송군·울진군        | 김찬우 |             | 민주한국당  |             | 신한민주당  | 영덕군 일원 청송군 일원 울진군 일원             | 초선 | 1984.12.19. 민주한국당 탈당 1985.1.19. 신한민주당 창당                                                       |
| 영천군·경산군               | 염길정 |             | 민주정의당  |             | 민주정의당  | 영천군 일원 경산군 일원                         | 초선 | |
| 영천군·경산군               | 박재욱 |             | 한국국민당  |             | 한국국민당  | 영천군 일원 경산군 일원                         | 초선 | |
| 문경군·예천군               | 채문식 |             | 민주정의당  |             | 민주정의당  | 문경군 일원 예천군 일원                         | 4선  | |
| 문경군·예천군               | 김기수 |             | 한국국민당  |             | 한국국민당  | 문경군 일원 예천군 일원                         | 초선 | |

### 경상남도(20석)
| 선거구                        | 이름   | 당선시 정당 | 당선시 정당 | 종료시 정당 | 종료시 정당 | 관할구역                                          | 선수 | 비고                                                                              |
| ----------------------------- | ------ | ----------- | ----------- | ----------- | ----------- | ------------------------------------------------- | ---- | --------------------------------------------------------------------------------- |
| 마산시                        | 조정제 |             | 민주정의당  |             | 민주정의당  | 마산시 일원                                       | 초선 |                                                                                   |
| 마산시                        | 백찬기 |             | 민주사회당  |             | 신한민주당  | 마산시 일원                                       | 초선 | 1982.3.25. 신정사회당 합당 1984.12.21. 신정사회당 탈당 1985.1.18. 신한민주당 창당 |
| 울산시·울주군                 | 이규정 |             | 민주농민당  |             | 무소속      | 울산시 일원 울주군 일원                           | 초선 | 1985.2.15. 근로농민당 정당등록취소                                                |
| 울산시·울주군                 | 고원준 |             | 민주정의당  |             | 민주정의당  | 울산시 일원 울주군 일원                           | 초선 |                                                                                   |
| 진주시·삼천포시·진양군·사천군 | 안병규 |             | 민주정의당  |             | 민주정의당  | 진주시 일원 삼천포시 일원 진양군 일원 사천군 일원 | 초선 |                                                                                   |
| 진주시·삼천포시·진양군·사천군 | 조병규 |             | 한국국민당  |             | 한국국민당  | 진주시 일원 삼천포시 일원 진양군 일원 사천군 일원 | 초선 |                                                                                   |
| 창원시·진해시·의창군          | 배명국 |             | 민주정의당  |             | 민주정의당  | 창원시 일원 진해시 일원 의창군 일원               | 초선 |                                                                                   |
| 창원시·진해시·의창군          | 김종하 |             | 한국국민당  |             | 한국국민당  | 창원시 일원 진해시 일원 의창군 일원               | 재선 |                                                                                   |
| 충무시·통영군·거제군·고성군   | 이효익 |             | 민주정의당  |             | 민주정의당  | 충무시 일원 통영군 일원 거제군 일원 고성군 일원   | 초선 |                                                                                   |
| 충무시·통영군·거제군·고성군   | 조형부 |             | 무소속      |             | 한국국민당  | 충무시 일원 통영군 일원 거제군 일원 고성군 일원   | 초선 | 1984.5.1. 한국국민당 입당                                                         |
| 의령군·함안군·합천군          | 류상호 |             | 민주정의당  |             | 민주정의당  | 의령군 일원 함안군 일원 합천군 일원               | 초선 |                                                                                   |
| 의령군·함안군·합천군          | 조일제 |             | 한국국민당  |             | 한국국민당  | 의령군 일원 함안군 일원 합천군 일원               | 재선 |                                                                                   |
| 밀양군·창녕군                 | 신상식 |             | 민주정의당  |             | 민주정의당  | 밀양군 일원 창녕군 일원                           | 초선 |                                                                                   |
| 밀양군·창녕군                 | 노태극 |             | 무소속      |             | 한국국민당  | 밀양군 일원 창녕군 일원                           | 초선 | 1984.5.1. 한국국민당 입당                                                         |
| 양산군·김해군                 | 이재우 |             | 민주정의당  |             | 민주정의당  | 양산군 일원 김해군 일원                           | 초선 |                                                                                   |
| 양산군·김해군                 | 신원식 |             | 민주한국당  |             | 민주한국당  | 양산군 일원 김해군 일원                           | 초선 |                                                                                   |
| 남해군·하동군                 | 박익주 |             | 민주정의당  |             | 민주정의당  | 남해군 일원 하동군 일원                           | 초선 |                                                                                   |
| 남해군·하동군                 | 이수종 |             | 무소속      |             | 민주한국당  | 남해군 일원 하동군 일원                           | 초선 | 1984.11.28. 민주한국당 입당                                                       |
| 산청군·함양군·거창군          | 권익현 |             | 민주정의당  |             | 민주정의당  | 산청군 일원 함양군 일원 거창군 일원               | 초선 |                                                                                   |
| 산청군·함양군·거창군          | 임채홍 |             | 민권당      |             | 무소속      | 산청군 일원 함양군 일원 거창군 일원               | 초선 | 1985.2.15. 민권당 정당등록취소                                                    |

### 제주도(2석)
| 선거구                   | 이름   | 당선시 정당 | 당선시 정당 | 종료시 정당 | 종료시 정당 | 관할구역                                | 선수 | 비고                       |
| ------------------------ | ------ | ----------- | ----------- | ----------- | ----------- | --------------------------------------- | ---- | -------------------------- |
| 제주시·북제주군·남제주군 | 강보성 |             | 무소속      |             | 민주한국당  | 제주시 일원 북제주군 일원 남제주군 일원 | 초선 | 1981.4.7. 민주한국당 입당  |
| 제주시·북제주군·남제주군 | 현경대 |             | 무소속      |             | 민주정의당  | 제주시 일원 북제주군 일원 남제주군 일원 | 초선 | 1981.5.25. 민주정의당 입당 |

## 전국구(92석)
- 순번에 이텔릭체로 표기된 의원은 임기 만료 전 궐원된 의원이다.

### 민주정의당(61석)
| 순번 | 이름   | 당선시 정당 | 당선시 정당 | 종료시 정당 | 종료시 정당 | 선수 | 비고                    |
| ---- | ------ | ----------- | ----------- | ----------- | ----------- | ---- | ----------------------- |
| 1번  | 이재형 |             | 민주정의당  |             | 민주정의당  | 6선  |                         |
| 2번  | 나길조 |             | 민주정의당  |             | 민주정의당  | 초선 |                         |
| 3번  | 김종경 |             | 민주정의당  |             | 민주정의당  | 초선 | 1981.12.13. 사망        |
| 4번  | 이용훈 |             | 민주정의당  |             | 민주정의당  | 초선 |                         |
| 5번  | 김기철 |             | 민주정의당  |             | 민주정의당  | 4선  |                         |
| 6번  | 송지영 |             | 민주정의당  |             | 민주정의당  | 초선 | 1984.4.30. 의원직 사퇴  |
| 7번  | 정희택 |             | 민주정의당  |             | 민주정의당  | 초선 | 1982.9.6. 의원직 사퇴   |
| 8번  | 박동진 |             | 민주정의당  |             | 민주정의당  | 초선 |                         |
| 9번  | 정원민 |             | 민주정의당  |             | 민주정의당  | 초선 |                         |
| 10번 | 김정호 |             | 민주정의당  |             | 민주정의당  | 초선 |                         |
| 11번 | 윤석순 |             | 민주정의당  |             | 민주정의당  | 초선 |                         |
| 12번 | 김종호 |             | 민주정의당  |             | 민주정의당  | 초선 |                         |
| 13번 | 최상업 |             | 민주정의당  |             | 민주정의당  | 초선 |                         |
| 14번 | 황병준 |             | 민주정의당  |             | 민주정의당  | 초선 |                         |
| 15번 | 류근환 |             | 민주정의당  |             | 민주정의당  | 초선 |                         |
| 16번 | 김용수 |             | 민주정의당  |             | 민주정의당  | 초선 |                         |
| 17번 | 박태준 |             | 민주정의당  |             | 민주정의당  | 초선 |                         |
| 18번 | 박경석 |             | 민주정의당  |             | 민주정의당  | 초선 |                         |
| 19번 | 이우재 |             | 민주정의당  |             | 민주정의당  | 초선 | 1981.11.4. 의원직 사퇴  |
| 20번 | 이춘구 |             | 민주정의당  |             | 민주정의당  | 초선 |                         |
| 21번 | 김현자 |             | 민주정의당  |             | 민주정의당  | 초선 |                         |
| 22번 | 정순덕 |             | 민주정의당  |             | 민주정의당  | 초선 | 1982.12.20. 의원직 사퇴 |
| 23번 | 배성동 |             | 민주정의당  |             | 민주정의당  | 초선 |                         |
| 24번 | 김사용 |             | 민주정의당  |             | 민주정의당  | 초선 |                         |
| 25번 | 이건호 |             | 민주정의당  |             | 민주정의당  | 초선 |                         |
| 26번 | 신상초 |             | 민주정의당  |             | 민주정의당  | 4선  |                         |
| 27번 | 오제도 |             | 민주정의당  |             | 민주정의당  | 재선 | 1984.12.26. 의원직 사퇴 |
| 28번 | 김윤환 |             | 민주정의당  |             | 민주정의당  | 재선 |                         |
| 29번 | 정희채 |             | 민주정의당  |             | 민주정의당  | 재선 |                         |
| 30번 | 김춘수 |             | 민주정의당  |             | 민주정의당  | 초선 |                         |
| 31번 | 박현태 |             | 민주정의당  |             | 민주정의당  | 초선 |                         |
| 32번 | 이양우 |             | 민주정의당  |             | 민주정의당  | 재선 |                         |
| 33번 | 박종관 |             | 민주정의당  |             | 민주정의당  | 초선 |                         |
| 34번 | 고귀남 |             | 민주정의당  |             | 민주정의당  | 초선 |                         |
| 35번 | 나웅배 |             | 민주정의당  |             | 민주정의당  | 초선 | 1982.1.6. 의원직 사퇴   |
| 36번 | 김집   |             | 민주정의당  |             | 민주정의당  | 초선 |                         |
| 37번 | 지갑종 |             | 민주정의당  |             | 민주정의당  | 초선 |                         |
| 38번 | 허청일 |             | 민주정의당  |             | 민주정의당  | 초선 |                         |
| 39번 | 이상선 |             | 민주정의당  |             | 민주정의당  | 초선 |                         |
| 40번 | 손춘호 |             | 민주정의당  |             | 민주정의당  | 초선 |                         |
| 41번 | 정시채 |             | 민주정의당  |             | 민주정의당  | 초선 |                         |
| 42번 | 안교덕 |             | 민주정의당  |             | 민주정의당  | 초선 |                         |
| 43번 | 최낙철 |             | 민주정의당  |             | 민주정의당  | 초선 |                         |
| 44번 | 김모임 |             | 민주정의당  |             | 민주정의당  | 초선 |                         |
| 45번 | 이헌기 |             | 민주정의당  |             | 민주정의당  | 초선 | 1983.7.14. 의원직 사퇴  |
| 46번 | 이윤자 |             | 민주정의당  |             | 민주정의당  | 초선 |                         |
| 47번 | 이민섭 |             | 민주정의당  |             | 민주정의당  | 초선 |                         |
| 48번 | 이영희 |             | 민주정의당  |             | 민주정의당  | 초선 |                         |
| 49번 | 김종인 |             | 민주정의당  |             | 민주정의당  | 초선 |                         |
| 50번 | 박원탁 |             | 민주정의당  |             | 민주정의당  | 초선 |                         |
| 51번 | 이상희 |             | 민주정의당  |             | 민주정의당  | 초선 |                         |
| 52번 | 이영일 |             | 민주정의당  |             | 민주정의당  | 초선 |                         |
| 53번 | 이경숙 |             | 민주정의당  |             | 민주정의당  | 초선 |                         |
| 54번 | 조남조 |             | 민주정의당  |             | 민주정의당  | 초선 |                         |
| 55번 | 김행자 |             | 민주정의당  |             | 민주정의당  | 초선 | 1982.11.11. 사망        |
| 56번 | 이낙훈 |             | 민주정의당  |             | 민주정의당  | 초선 |                         |
| 57번 | 김영구 |             | 민주정의당  |             | 민주정의당  | 초선 |                         |
| 58번 | 황설   |             | 민주정의당  |             | 민주정의당  | 초선 |                         |
| 59번 | 하순봉 |             | 민주정의당  |             | 민주정의당  | 초선 |                         |
| 60번 | 곽정현 |             | 민주정의당  |             | 민주정의당  | 초선 |                         |
| 61번 | 전병우 |             | 민주정의당  |             | 민주정의당  | 초선 |                         |
| 62번 | 정창화 |             | 민주정의당  |             | 민주정의당  | 초선 | 1981.11.5. 의원직 승계  |
| 63번 | 문용주 |             | 민주정의당  |             | 민주정의당  | 초선 | 1981.12.13. 의원직 승계 |
| 64번 | 김유상 |             | 민주정의당  |             | 민주정의당  | 초선 | 1982.1.5. 의원직 승계   |
| 65번 | 장경우 |             | 민주정의당  |             | 민주정의당  | 초선 | 1982.9.5. 의원직 승계   |
| 66번 | 류수환 |             | 민주정의당  |             | 민주정의당  | 초선 | 1982.11.12. 의원직 승계 |
| 67번 | 김지호 |             | 민주정의당  |             | 민주정의당  | 초선 | 1982.12.21. 의원직 승계 |
| 69번 | 강창희 |             | 민주정의당  |             | 민주정의당  | 초선 | 1983.7.14. 의원직 승계  |
| 70번 | 이성배 |             | 민주정의당  |             | 민주정의당  | 초선 | 1984.5.1. 의원직 승계   |

- 이우재 의원이 사퇴함에 따라 전국구 순번 62번 정창화가 의원직을 승계했다.
- 김종경 의원이 임기 중 사망했다. 이에 전국구 순번 63번 문용주가 의원직을 승계했다.
- 나웅배 의원이 사퇴함에 따라 전국구 순번 64번 김유상이 의원직을 승계했다.
- 정희택 의원이 사퇴함에 따라 전국구 순번 65번 장경우가 의원직을 승계했다.
- 김행자 의원이 임기 중 사망했다. 이에 전국구 순번 66번 류수환이 의원직을 승계했다.
- 정순덕 의원이 사퇴함에 따라 전국구 순번 67번 김지호가 의원직을 승계했다.
- 전국구 순번 68번 이성재 후보는 승계 이전 전국구 후보에서 사퇴했다.
- 이헌기 의원이 사퇴함에 따라 전국구 순번 69번 강창희가 의원직을 승계했다.
- 송지영 의원이 사퇴함에 따라 전국구 순번 70번 이성배가 의원직을 승계했다.
- 오제도 의원이 사퇴했으나 의원직 승계는 이루어지지 않았다.

### 민주한국당(24석)
| 순번 | 이름   | 당선시 정당 | 당선시 정당 | 종료시 정당 | 종료시 정당 | 선수  | 비고                                                   |
| ---- | ------ | ----------- | ----------- | ----------- | ----------- | ----- | ------------------------------------------------------ |
| 1번  | 유옥우 |             | 민주한국당  |             | 민주한국당  | 5선   | 1984.3.15. 사망                                        |
| 2번  | 이태구 |             | 민주한국당  |             | 민주한국당  | 초선  |                                                        |
| 3번  | 김문석 |             | 민주한국당  |             | 민주한국당  | 초선  |                                                        |
| 4번  | 황산성 |             | 민주한국당  |             | 민주한국당  | 초선  |                                                        |
| 5번  | 양재권 |             | 민주한국당  |             | 민주한국당  | 초선  |                                                        |
| 6번  | 정규헌 |             | 민주한국당  |             | 민주한국당  | 재선  |                                                        |
| 7번  | 손태곤 |             | 민주한국당  |             | 민주한국당  | 초선  |                                                        |
| 8번  | 신재휴 |             | 민주한국당  |             | 민주한국당  | 초선  |                                                        |
| 9번  | 이정빈 |             | 민주한국당  |             | 민주한국당  | 초선  |                                                        |
| 10번 | 김진기 |             | 민주한국당  |             | 민주한국당  | 선초  |                                                        |
| 11번 | 이중희 |             | 민주한국당  |             | 민주한국당  | 초선  |                                                        |
| 12번 | 연제원 |             | 민주한국당  |             | 민주한국당  | 초선  |                                                        |
| 13번 | 최수환 |             | 민주한국당  |             | 신한민주당  | 초선  | 1984.12.19. 민주한국당 탈당 1985.1.18. 신한민주당 창당 |
| 14번 | 서종렬 |             | 민주한국당  |             | 민주한국당  | 초선  |                                                        |
| 15번 | 손정혁 |             | 민주한국당  |             | 신한민주당  | 초선  | 1984.12.19. 민주한국당 탈당 1985.1.18. 신한민주당 창당 |
| 16번 | 김노식 |             | 민주한국당  |             | 민주한국당  | 초선  |                                                        |
| 17번 | 이의영 |             | 민주한국당  |             | 민주한국당  | 초선  |                                                        |
| 18번 | 조주형 |             | 민주한국당  |             | 민주한국당  | 초 선 |                                                        |
| 19번 | 강원채 |             | 민주한국당  |             | 민주한국당  | 초선  |                                                        |
| 20번 | 이윤기 |             | 민주한국당  |             | 민주한국당  | 초선  |                                                        |
| 21번 | 윤기대 |             | 민주한국당  |             | 민주한국당  | 초선  |                                                        |
| 22번 | 이홍배 |             | 민주한국당  |             | 민주한국당  | 초선  |                                                        |
| 23번 | 김형래 |             | 민주한국당  |             | 신한민주당  | 초선  | 1984.12.19. 민주한국당 탈당 1985.1.18. 신한민주당 창당 |
| 24번 | 김덕규 |             | 민주한국당  |             | 민주한국당  | 초선  |                                                        |
| 25번 | 이용곤 |             | 민주한국당  |             | 민주한국당  | 초선  | 1984.3.15. 의원직 승계                                 |

- 유옥우 의원이 임기 중 사망했다. 이에 전국구 순번 25번 이용곤이 의원직을 승계했다.

### 한국국민당(7석)
| 순번 | 이름   | 당선시 정당 | 당선시 정당 | 종료시 정당 | 종료시 정당 | 선수 | 비고 |
| ---- | ------ | ----------- | ----------- | ----------- | ----------- | ---- | ---- |
| 2번  | 김영광 |             | 한국국민당  |             | 한국국민당  | 재선 |      |
| 3번  | 이필우 |             | 한국국민당  |             | 한국국민당  | 초선 |      |
| 4번  | 노차태 |             | 한국국민당  |             | 한국국민당  | 초선 |      |
| 5번  | 조정구 |             | 한국국민당  |             | 한국국민당  | 초선 |      |
| 6번  | 김한선 |             | 한국국민당  |             | 한국국민당  | 초선 |      |
| 7번  | 김유복 |             | 한국국민당  |             | 한국국민당  | 초선 |      |
| 8번  | 강기필 |             | 한국국민당  |             | 한국국민당  | 초선 |      |

- 전국구 순번 1번 김종철 후보는 선거 전 사퇴했다.

## 같이 보기
- 대한민국 제11대 국회의원 선거
- 대한민국 제11대 국회